# Vikram Sarabhai
Vikram Ambalal Sarabhai (Ahmedabad, Raj británico, 12 de agosto de 1919-Thiruvananthapuram, India, 30 de diciembre de 1971) fue un científico y empresario indio, ampliamente considerado como el padre del programa espacial de la India, a través de su destacada intervención en la fundación y desarrollo de la Agencia India de Investigación Espacial.

## Vida personal
Hijo de Sheth Ambalal Sarabhai, era miembro de la influyente familia Sarabhai, formada por importantes industriales comprometidos en su momento con el movimiento de independencia indio. Sarabhai se casó en 1942 con Mrinalini, bailarina de danza clásica india. La pareja tuvo dos hijos: su hija Mallika fue actriz y activista, y su hijo Kartikeya Sarabhai se dedicó a la ciencia.
Sarabhai fue seguidor del credo jainista a lo largo de su vida, perteneciendo a la comunidad Shrimal Jain de Ahmedabad.

## Vida profesional
Conocido como la cuna de ciencias espaciales de la India, el Laboratorio de Investigación Física (Physical Research Laboratory, PRL) fue fundado en 1947 por Vikram Sarabhai. En sus inicios, fue una modesta instalación situada en su residencia, dedicada a la investigación de los rayos cósmicos.
El instituto se fundó formalmente en Ahmedabad, el 11 de noviembre de 1947, con Kalpathi Ramakrishna Ramanathan como primer director. Sus objetivos iniciales eran la investigación sobre rayos cósmicos y las propiedades de la alta atmósfera, ampliados posteriormente hacia la física teórica y la física radiofónica con subvenciones de la Comisión de Energía Atómica. Más adelante ha pasado a formar parte del PLANEX, el Programa de Exploración y Ciencia Planetarias.
En los años 1960 fundó el Centro Comunitario de Ciencia Vikram A. Sarabhai dedicado a la divulgación y la innovación en distintos campos de la ciencia en general y especialmente de las matemáticas.
También intervino decisivamente en la fundación de la Organización de Investigación Espacial India (ISRO), convenciendo al gobierno indio de la importancia de un programa espacial para un país en desarrollo como la India. Gracias a su empeño, el primer satélite indio, el Aryabhata, fue puesto en órbita en 1975 desde un cosmódromo ruso.
Homi Jehangir Bhabha, considerado el padre del programa nuclear indio, apoyó a Sarabhai en el proyecto de la primera instalación de lanzamiento de cohetes de la India en Thumba (cerca de Thiruvananthapuram, en la costa del mar Arábigo), aprovechando su proximidad al ecuador.
Como empresario, dirigió el diverso conglomerado empresarial de la familia Sarabhai, con intereses variados que abarcan desde la ciencia hasta las estadísticas deportivas. Instituyó el Grupo Operativo de Investigaciones (ORG), la primera organización de investigación de mercados del país; la Fundación Nehru para el Desarrollo; el Instituto Indio de Administración Ahmedabad (IIMA); la Asociación de Investigación de la Industria Textil (ATIRA); y el Centro de Tecnología y Planificación Medioambientales (CEPT). También fundó la Asociación de Hombres Invidentes (BMA) para ayudar a personas con deficiencias visuales. Junto con su mujer Mrinalini Sarabhai, fundó la Academia de Artes Escénicas Darpana. Entre sus actividades en los campos de la ciencia y la energía, destacan la puesta en servicio del Reactor Generador Rápido de Prueba (FBTR) en Kalpakkam; el Proyecto de Ciclotrón de Energía Variable en Calcuta; la Sociedad Limitada de Electrónica de la India (ECIL) en Hyderabad; y la Sociedad Limitada del Uranio de la India (UCIL) en Jaduguda, Jharkhand.
A raíz de los contactos de Sarabhai con la NASA en 1966, se puso en marcha el Experimento de Televisión Educativa por Satélite (SITIO) entre julio de 1975 y julio de 1976 (cuatro años después de su muerte en 1971).

## Cargos destacados
- Presidente de la Sección de Física, Congreso de Ciencia India (1962)
- Presidente de la Conferencia General del Organismo Internacional de Energía Atómica, Viena (1970)
- Vicepresidente de la Cuarta Conferencia de la ONU sobre usos Pacíficos de la Energía Atómica (1971)

## Reconocimientos
- Recibió la Medalla Shanti Swarup Bhatnagar en 1962.[6]
- La nación le honró otorgándole el Padma Bhushan en 1966 y el Padma Vibhushan (póstumamente) en 1972.[7]
- El Centro Espacial Vikram Sarabhai, (VSSC), Organización de Investigación Espacial India para el desarrollo de un vehículo lanzador espacial, localizado en Thiruvananthapuram (Trivandrum), capital del estado de Kerala, está nombrado en su memoria.
- En 1973, la Unión Astronómica Internacional decidió que el cráter lunar Bessel A, situado en el Mar de la Serenidad, pasara a llamarse cráter Sarabhai.[8][9]
- El asteroide (2987) Sarabhai[10] lleva este nombre en su honor.